# Archidendropsis
Archidendropsis, rod korisnog drveća i grmlja iz porodice Fabaceae, smješten u tribus Ingeae, dio potporodice Caesalpinioideae. Desetak vrsta raste po Bismarckovom otočju, Novoj Kaledoniji, Novoj Gvineji, Queenslandu, Solomonovom otočju.

## Vrste
1. Archidendropsis basaltica (F.Muell. & Benth.) I.C.Nielsen
2. Archidendropsis fournieri (Vieill.) I.C.Nielsen
3. Archidendropsis fulgens (Labill.) I.C.Nielsen
4. Archidendropsis glandulosa (Guillaumin) I.C.Nielsen
5. Archidendropsis granulosa (Labill.) I.C.Nielsen
6. Archidendropsis lentiscifolia (Benth.) I.C.Nielsen
7. Archidendropsis macradenia (Harms) I.C.Nielsen
8. Archidendropsis oblonga (Hemsl.) I.C.Nielsen
9. Archidendropsis paivana (E.Fourn.) I.C.Nielsen
10. Archidendropsis sepikensis (Verdc.) I.C.Nielsen
11. Archidendropsis spicata (Verdc.) I.C.Nielsen
12. Archidendropsis streptocarpa (E.Fourn.) I.C.Nielsen
13. Archidendropsis thozetiana (F.Muell.) I.C.Nielsen
14. Archidendropsis xanthoxylon (C.T.White & W.D.Francis) I.C.Nielsen